# 卡里亚芒格阿拉姆
卡里亚芒格阿拉姆（Kariamangalam），是印度泰米尔纳德邦Dharmapuri县的一个城镇。总人口12033（2001年）。

## 人口
该地2001年总人口12033人，其中男性6076人，女性5957人；0—6岁人口1452人，其中男771人，女681人；识字率57.87%，其中男性为66.90%，女性为48.67%。